# Pietà avec saint François et sainte Marie Madeleine
Pietà avec saint François et sainte Marie Madeleine est un tableau réalisé vers 1602-1607 par le peintre italien Annibale Carracci. De format vertical, cette huile sur toile est une Pietà qui figure Marie entre François d'Assise et Marie Madeleine alors qu'elle pleure la mort de Jésus, dont la tête repose sur ses cuisses. Autrefois dans une chapelle de l'église San Francesco a Ripa, à Rome, l'œuvre est conservée au musée du Louvre, à Paris, en France.